# Марафон (міфологія)
Марафо́н або Марато́н (Марафо́ній або Марато́ній) — персонаж давньогрецької міфології, син Епопея (царя Сікіона, тоді називалась Асопія). 
За деякими джерелами Марафонові сини — Сікіон та Коринф.. Уникаючи батькового гніву, Марафоній пересилився до Аттики, а по смерті Епопея розділив майно між синами і повернувся до Пелопонесу. 
Ім'ям Марафонія названо місцевість і місто Марафон в Аттиці. 